# Tofiga Vaevalu Falani
Sir Tofiga Vaevalu Falani est un homme d'État tuvaluan. Il est nommé président de Te Ekalesia Kelisiano Tuvalu (en) en 2008, et représente l'église aux réunions du Conseil œcuménique des Églises, du Comité central en 2009 et en 2011. En 2021, il est nommé gouverneur général des Tuvalu. La cérémonie d'investiture a lieu le 29 septembre 2021.
Tofiga Vaevalu Falani avait été précédemment nommé gouverneur général par intérim le 14 août 2017, pour exercer les fonctions de Sir Iakoba Taeia Italeli lorsqu'il était absent des Tuvalu.
Il est nommé membre de l'Empire britannique (MBE) pour service public et communautaire lors des honneurs du Nouvel An 2014,. Le 18 septembre 2022, Tofiga Vaevalu Falani est fait chevalier grand-croix de l'ordre de Saint-Michel et Saint-Georges (GCMG) par Charles III, roi des Tuvalu.